# Ocupación de las repúblicas bálticas

Mapa de Europa Oriental, al final se puede ver la anexión de las repúblicas bálticas por la Unión Soviética.

La ocupación de las repúblicas bálticas implicó la ocupación militar en junio de 1940 de las tres repúblicas bálticas (Estonia, Letonia y Lituania) por parte de la Unión Soviética, entre 1940 y 1941, así como por la Alemania nazi de 1941 a 1945 en el teatro de la operación Barbarroja. Luego, estos territorios volvieron a estar bajo el control de la Unión Soviética como repúblicas constituyentes en agosto de 1940 (RSSs de Estonia, Letonia y Lituania), aunque la mayoría de las potencias occidentales nunca reconocieron ni aceptaron esta incorporación forzada y en buena medida arbitraria.En junio de 1940, bajo los auspicios del Pacto Mólotov-Ribbentrop, la URSS ocupó las repúblicas. El 22 de junio de 1941, la Alemania nazi atacó la Unión Soviética y en pocas semanas ocupó los territorios bálticos. En julio de 1941, el Tercer Reich incorporó el territorio báltico en su Reichskommissariat Ostland. Como resultado de la ofensiva báltica del Ejército Rojo de 1944, la Unión Soviética recobró la mayoría de los Estados bálticos y atrapó a las fuerzas alemanas restantes en la bolsa de Curlandia hasta su rendición formal en mayo de 1945. Esta "ocupación o anexión" soviética (en alemán: Annexionsbesetzung) u ocupación sui generis de los Estados bálticos, duró hasta agosto de 1991, cuando los tres países recuperaron finalmente su independencia.
Los propios Estados bálticos, los Estados Unidos y sus tribunales de justicia, el Parlamento Europeo, el Tribunal Europeo de Derechos Humanos y el Consejo de Derechos Humanos de las Naciones Unidas han declarado que estos tres países fueron invadidos, ocupados e incorporados ilegalmente en la Unión Soviética en virtud de las disposiciones del Pacto Mólotov-Ribbentrop de 1939. Siguió la ocupación por la Alemania nazi de 1941 a 1944 y luego la ocupación por la Unión Soviética de 1944 a 1991. Esta política de no reconocimiento ha dado lugar al principio de continuidad legal de los Estados bálticos, que sostiene que de jure, o como cuestión de derecho, los Estados bálticos habían permanecido como Estados independientes bajo ocupación ilegal durante el período de 1940 a 1991.
En su revaluación de la historia soviética que comenzó durante la Perestroika en 1989, la Unión Soviética condenó el protocolo secreto de 1939 entre Alemania y ella misma. Sin embargo, la Unión Soviética nunca reconoció formalmente su presencia en el Báltico como una ocupación o que anexó estos Estados y consideró a las Repúblicas Socialistas Soviéticas de Estonia, Letonia y Lituania como tres de sus repúblicas constituyentes. Por otro lado, la República Socialista Federativa Soviética de Rusia reconoció en 1991 los eventos de 1940 como "anexión". La historiografía rusa nacionalista-patriótica y los libros de texto escolares continúan sosteniendo que los Estados bálticos se unieron voluntariamente a la Unión Soviética después de que todos sus pueblos llevaron a cabo revoluciones socialistas independientes de la influencia soviética. El gobierno postsoviético de la Federación Rusa y sus funcionarios estatales insisten en que la incorporación de los Estados bálticos se realizó de conformidad con el derecho internacional y se ganó el reconocimiento de jure por los acuerdos celebrados en las conferencias de Yalta de febrero de 1945 y Potsdam de julio y agosto de 1945 y por los Acuerdos de Helsinki de 1975, que declararon la inviolabilidad de las fronteras existentes. Sin embargo, Rusia aceptó la demanda de Europa de "ayudar a las personas deportadas de los Estados bálticos ocupados" al unirse al Consejo de Europa en 1996. Además, cuando la República Socialista Federativa Soviética de Rusia firmó un tratado por separado con Lituania en 1991, reconoció que el 1940 la anexión como una violación de la soberanía lituana y reconoció la continuidad de jure del Estado lituano.
La mayoría de los gobiernos occidentales sostenían que la soberanía báltica no había sido legítimamente anulada y, por lo tanto, seguía reconociendo a los Estados bálticos como entidades políticas soberanas representadas por las legaciones, designadas por los Estados bálticos anteriores a 1940, que funcionaban en Washington y en otros lugares. Los Estados bálticos recuperaron la independencia de facto en 1991 durante la disolución de la Unión Soviética. Rusia comenzó a retirar sus tropas de los países bálticos (a partir de Lituania) en agosto de 1993. La retirada total de las tropas desplegadas por Moscú finalizó en agosto de 1994. Rusia finalizó oficialmente su presencia militar en los países bálticos en agosto de 1998 al retirar la estación de radar Skrunda-1 en Letonia. Las instalaciones desmanteladas se repatriaron a Rusia y el sitio volvió a ser controlado por Letonia, y el último soldado ruso salió del suelo báltico en octubre de 1999.

## Contexto y antecedentes

Mapa de las fronteras acordadas en el pacto Ribbentrop-Mólotov, y mapa de las fronteras a las que se llegó realmente en 1939.

Temprano en la mañana del 24 de agosto de 1939, la Unión Soviética y la Alemania nazi firmaron un pacto de no agresión de diez años, el llamado Pacto Ribbentrop-Mólotov. El pacto contenía un protocolo adicional secreto por el cual los Estados del norte y el este de Europa se dividían en "esferas de influencia" alemanas y soviéticas. En el norte, Finlandia, Estonia y Letonia fueron asignados a la esfera soviética. Polonia se dividiría en el evento de su "reorganización política": las zonas al este de los ríos Narev, Vístula y San que iban a la Unión Soviética, mientras que Alemania ocuparía el oeste. Lituania, adyacente a Prusia Oriental, estaría en la esfera de influencia alemana, aunque un segundo protocolo secreto acordado en septiembre de 1939 asignó la mayor parte del territorio lituano a la Unión Soviética. Según este protocolo secreto, Lituania recuperaría su capital histórica Vilna, anteriormente subyugada durante el período de entreguerras por Polonia.
Tras el fin de la invasión soviética de Polonia el 6 de octubre, los soviéticos presionaron a Finlandia y los repúblicas bálticas para que concluyan tratados de asistencia mutua. Los soviéticos cuestionaron la neutralidad de Estonia después de la huida de un submarino polaco internado el 18 de septiembre. Una semana después, el 24 de septiembre, el ministro de Asuntos Exteriores de Estonia recibió un ultimátum en Moscú. Los soviéticos exigieron la conclusión de un tratado de asistencia mutua para establecer bases militares en Estonia. Los estonios no tuvieron más remedio que aceptar bases navales, aéreas y militares en dos islas estonias y en el puerto de Paldiski. El acuerdo correspondiente se firmó el 28 de septiembre de 1939. Letonia siguió el 5 de octubre de 1939 y Lituania poco después, el 10 de octubre de 1939. Los acuerdos permitieron a la Unión Soviética establecer bases militares en el territorio de los Estados bálticos durante la guerra europea y estacionar 25 000 soldados soviéticos en Estonia, 30 000 en Letonia y 20 000 en Lituania desde octubre de 1939.

## La ocupación soviética y anexión (1940–1941)

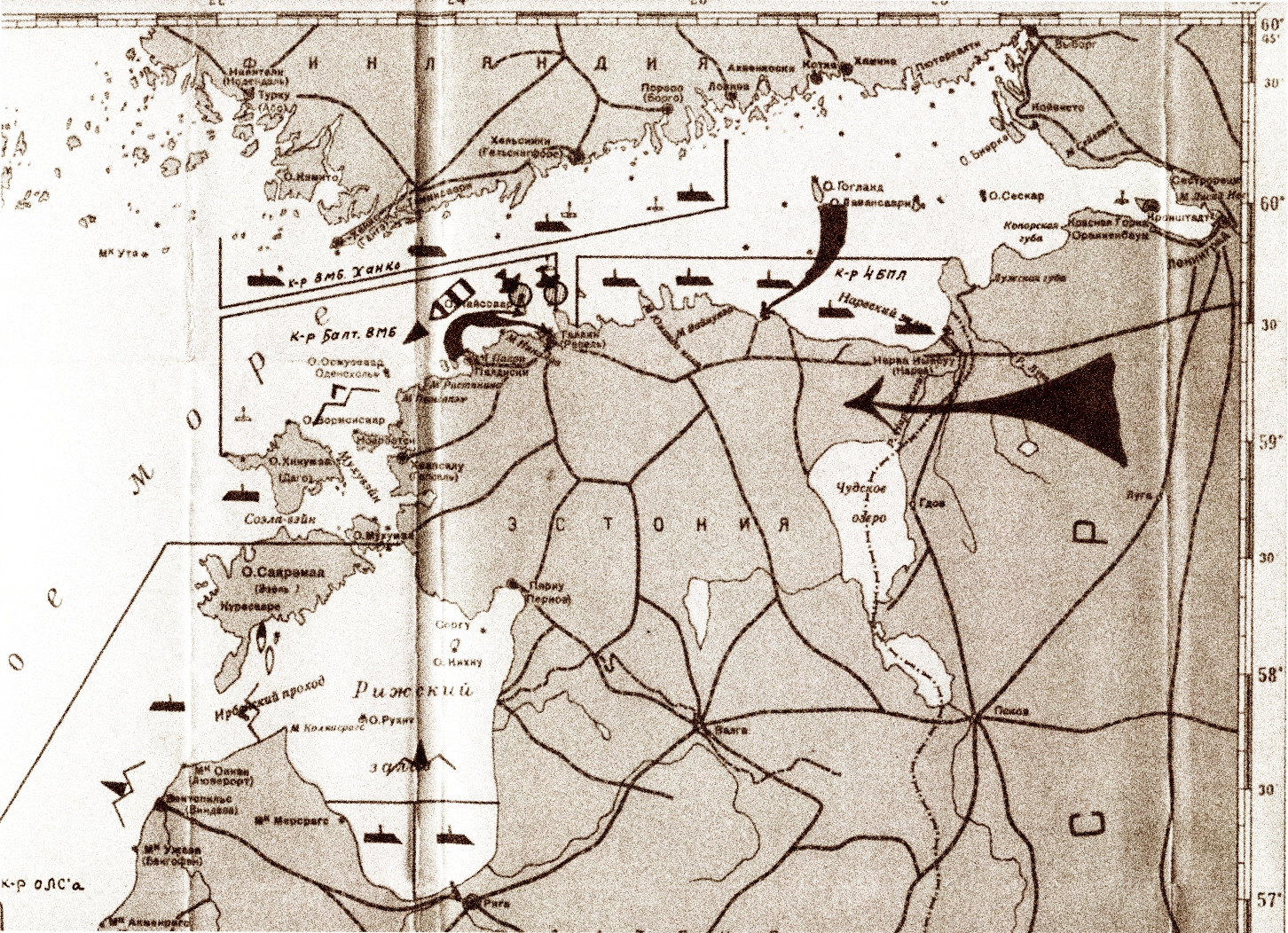
Esquemas del bloqueo militar soviético e invasión de Estonia en 1940. (Archivos Navales del Estado ruso).

En septiembre y octubre de 1939, el gobierno soviético obligó a los Estados bálticos a concluir pactos de asistencia mutua que le dieron el derecho de establecer bases militares soviéticas. En mayo de 1940, los soviéticos recurrieron a la idea de una intervención militar directa, pero todavía tenían la intención de gobernar a través de regímenes títeres. Su modelo era la República Democrática Finlandesa, un régimen títere establecido por los soviéticos el primer día de la Guerra de Invierno. Los soviéticos organizaron una campaña de prensa contra las simpatías supuestamente pro aliadas de los gobiernos bálticos. En mayo de 1940, los alemanes invadieron Francia, que fue invadida y ocupada un mes más tarde. A finales de mayo y principios de junio de 1940, los Estados bálticos fueron acusados de colaboración militar contra la Unión Soviética al celebrar reuniones el invierno anterior.: 43 
El 15 de junio de 1940, el gobierno lituano no tuvo más remedio que aceptar el ultimátum soviético y permitir la entrada de un número no especificado de tropas soviéticas. El presidente Antanas Smetona propuso resistencia armada a los soviéticos, pero el gobierno se negó, proponiendo a su propio candidato para dirigir el régimen. Sin embargo, los soviéticos rechazaron esta oferta y enviaron a Vladímir Dekanózov a hacerse cargo de los asuntos mientras el Ejército Rojo ocupaba el Estado.
El 16 de junio de 1940, Letonia y Estonia también recibieron ultimátum. El Ejército Rojo ocupó los dos Estados bálticos restantes poco después. Los soviéticos enviaron a Andréi Vyshinski para supervisar la toma de control de Letonia y a Andréi Zhdánov para supervisar la toma de control de Estonia. Los días 18 y 21 de junio de 1940, se formaron nuevos gobiernos de "frente popular" en cada país báltico, compuestos por comunistas y compañeros de ruta. Bajo la vigilancia soviética, los nuevos gobiernos organizaron elecciones amañadas para nuevas "asambleas populares". A los votantes se les presentó una lista única, y no se permitió que ningún movimiento de oposición se presentara y para obtener la asistencia requerida al 99.6% de los votos se falsificaron.: 46 
Un mes más tarde, las nuevas asambleas se reunieron y su único asunto a tratar fueron las resoluciones para unirse a la Unión Soviética. En cada caso, las resoluciones fueron aprobadas por aclamación. El Soviet Supremo de la Unión Soviética aceptó debidamente las solicitudes en agosto, dando así una sanción legal a la toma de posesión. Lituania se incorporó a la Unión Soviética el 3 de agosto, Letonia el 5 de agosto y Estonia el 6 de agosto de 1940. Los presidentes depuestos de Estonia (Konstantin Päts) y Letonia (Kārlis Ulmanis) fueron encarcelados, deportados a la Unión Soviética, donde murieron posteriormente en la región de Tver y Asia Central, respectivamente.
En junio de 1941, los nuevos gobiernos soviéticos llevaron a cabo deportaciones masivas de "enemigos del pueblo". Se estima que solo Estonia perdió 60 000 ciudadanos.: 48  En consecuencia, muchos bálticos inicialmente recibieron a los alemanes como libertadores cuando invadieron la zona una semana después. La Unión Soviética inmediatamente comenzó a erigir fortificaciones fronterizas a lo largo de su recién adquirida frontera occidental, la llamada Línea Mólotov.

## La ocupación nazi (1941–1945)

### Provincia de Ostland y el Holocausto

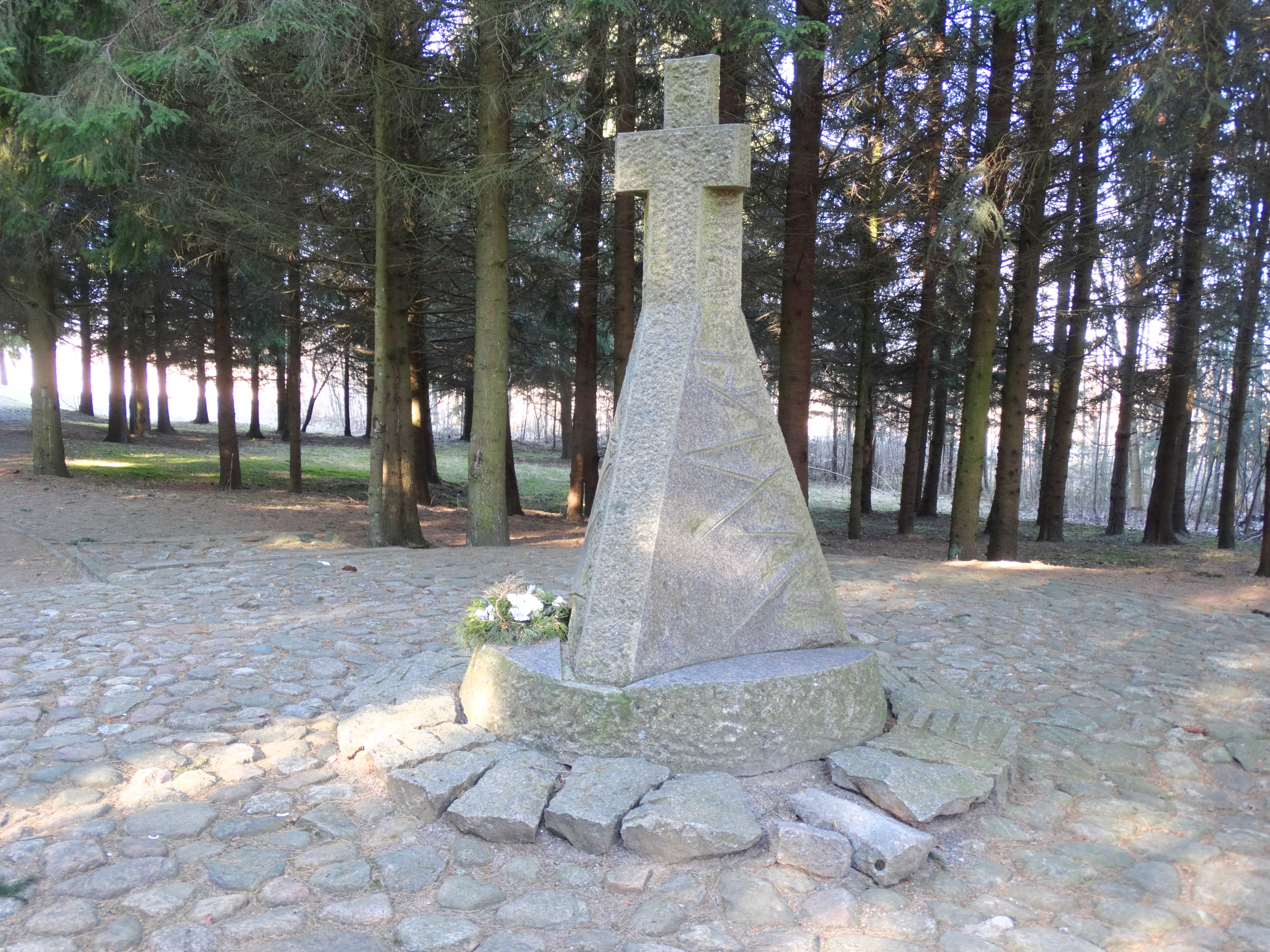
Una cruz que conmemora a las víctimas de la masacre de Rainiai cometida por la NKVD soviética del 24 al 25 de junio de 1941.

El 22 de junio de 1941 los alemanes invadieron la Unión Soviética. Los Estados bálticos, recientemente sovietizados por amenazas, fuerza y fraude, generalmente dieron la bienvenida a las fuerzas armadas alemanas cuando cruzaron las fronteras. En Lituania, estalló una revuelta y se estableció un gobierno provisional independiente. Cuando los ejércitos alemanes se acercaron a Riga y Tallin, se hicieron intentos para restablecer los gobiernos nacionales. Se esperaba que los alemanes restablecieran la independencia del Báltico. Tales esperanzas políticas pronto se evaporaron y la cooperación báltica se hizo menos directa o cesó por completo.
Los alemanes pretendían anexar los territorios bálticos al Tercer Reich, donde se asimilarían los "elementos adecuados" y los "elementos inadecuados" serían exterminados. En la práctica real, la implementación de la política de ocupación fue más compleja; por conveniencia administrativa, los Estados bálticos se incluyeron con Bielorrusia en el Reichskommissariat Ostland. El área fue gobernada por Hinrich Lohse, quien estaba obsesionado con las regulaciones burocráticas. El área del Báltico fue la única región del este destinada a convertirse en una provincia completa del Tercer Reich.

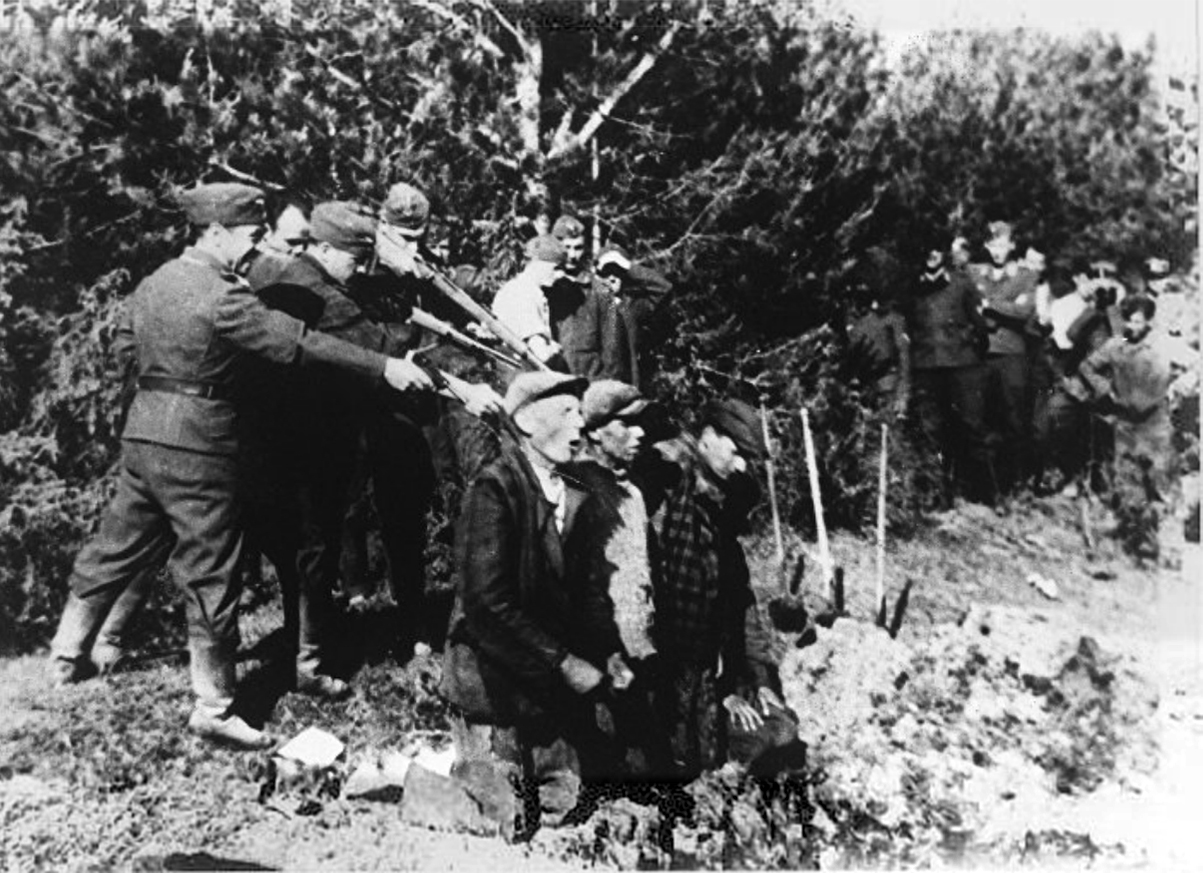
Ejecución de lituanos por parte de un Einsatzkommando tras la Operación Barbarroja.

Las actitudes raciales nazis hacia los pueblos bálticos diferían entre las autoridades nazis. En la práctica, las políticas raciales se dirigían no contra la mayoría de los bálticos, sino contra los judíos. Un gran número de judíos vivían en las principales ciudades, especialmente en Vilna, Kaunas y Riga. Las unidades de matanza móviles alemanas mataron a cientos de miles de judíos; Einsatzgruppe A, asignado al área del Báltico, fue la más efectiva de las cuatro unidades.
La política alemana obligó a los judíos a convertirse en guetos. En 1943, Heinrich Himmler ordenó a sus fuerzas liquidar los guetos y transferir a los sobrevivientes a los campos de concentración. Algunos letones y conscriptos lituanos colaboraron activamente en el asesinato de judíos y los nazis lograron provocar pogromos a nivel local, especialmente en Lituania. Solo alrededor del 75 por ciento de los estonios y el 10 por ciento de los judíos letones y lituanos sobrevivieron a la guerra. Sin embargo, para la mayoría de los bálticos, el gobierno alemán fue menos severo que el gobierno soviético, y fue menos brutal que las ocupaciones alemanas en otras partes de Europa oriental. Los regímenes títeres locales realizaron tareas administrativas y se permitió a las escuelas funcionar. Sin embargo, a la mayoría de las personas se les negó el derecho a poseer tierras o negocios.

### Nacionales bálticos dentro de las fuerzas soviéticas

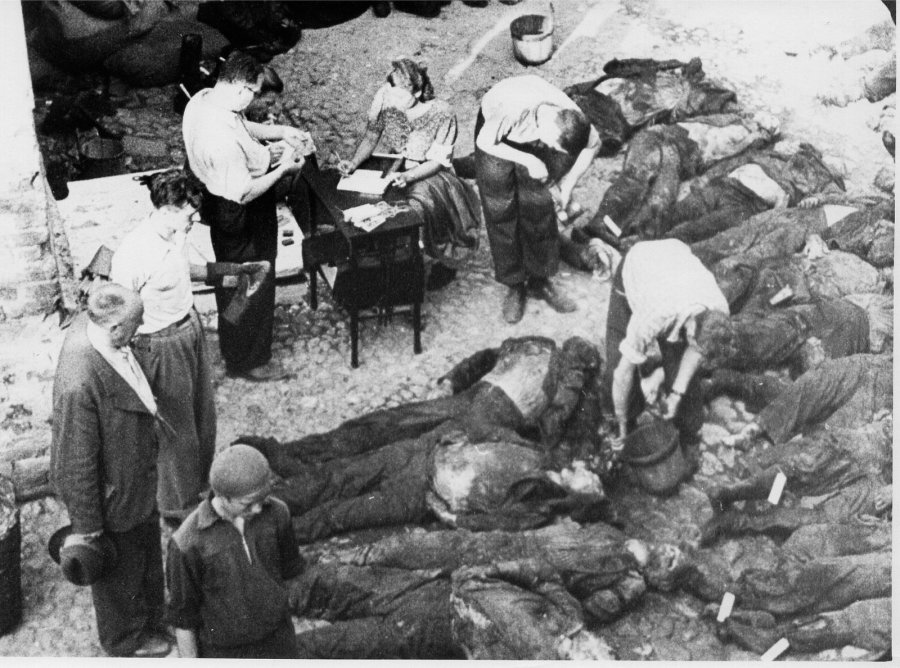
Víctimas de la NKVD soviética en Tartu, Estonia en 1941.

La administración soviética había incorporado a la fuerza a los ejércitos nacionales bálticos a raíz de la ocupación en 1940. La mayoría de los oficiales superiores fueron arrestados y muchos de ellos asesinados. Durante la invasión alemana, los soviéticos llevaron a cabo una movilización general forzada que tuvo lugar en violación del derecho internacional. Según los Convenios de Ginebra, este acto de violencia es visto como una violación grave y un crimen de guerra, porque los hombres movilizados fueron tratados como arrestantes desde el principio. En comparación con la movilización general proclamada en la Unión Soviética, el rango de edad se amplió en 9 años en los países bálticos; todos los oficiales de la reserva también fueron tomados. El objetivo era deportar a todos los hombres capaces de luchar a Rusia, donde fueron enviados a cumplir condena al gulag. Casi la mitad de ellos murieron debido a las condiciones de transporte, el trabajo esclavo, el hambre, las enfermedades y las medidas represivas de la NKVD.
Además, los batallones de destrucción se formaron bajo el mando de la NKVD. Por lo tanto, los ciudadanos bálticos lucharon tanto en el ejército alemán como en el soviético. Estaba la 201.ª División letona del rifle. La 308.ª División de Rifles de Letonia recibió la Orden de la Bandera Roja después de la expulsión de los alemanes de Riga en el otoño de 1944.

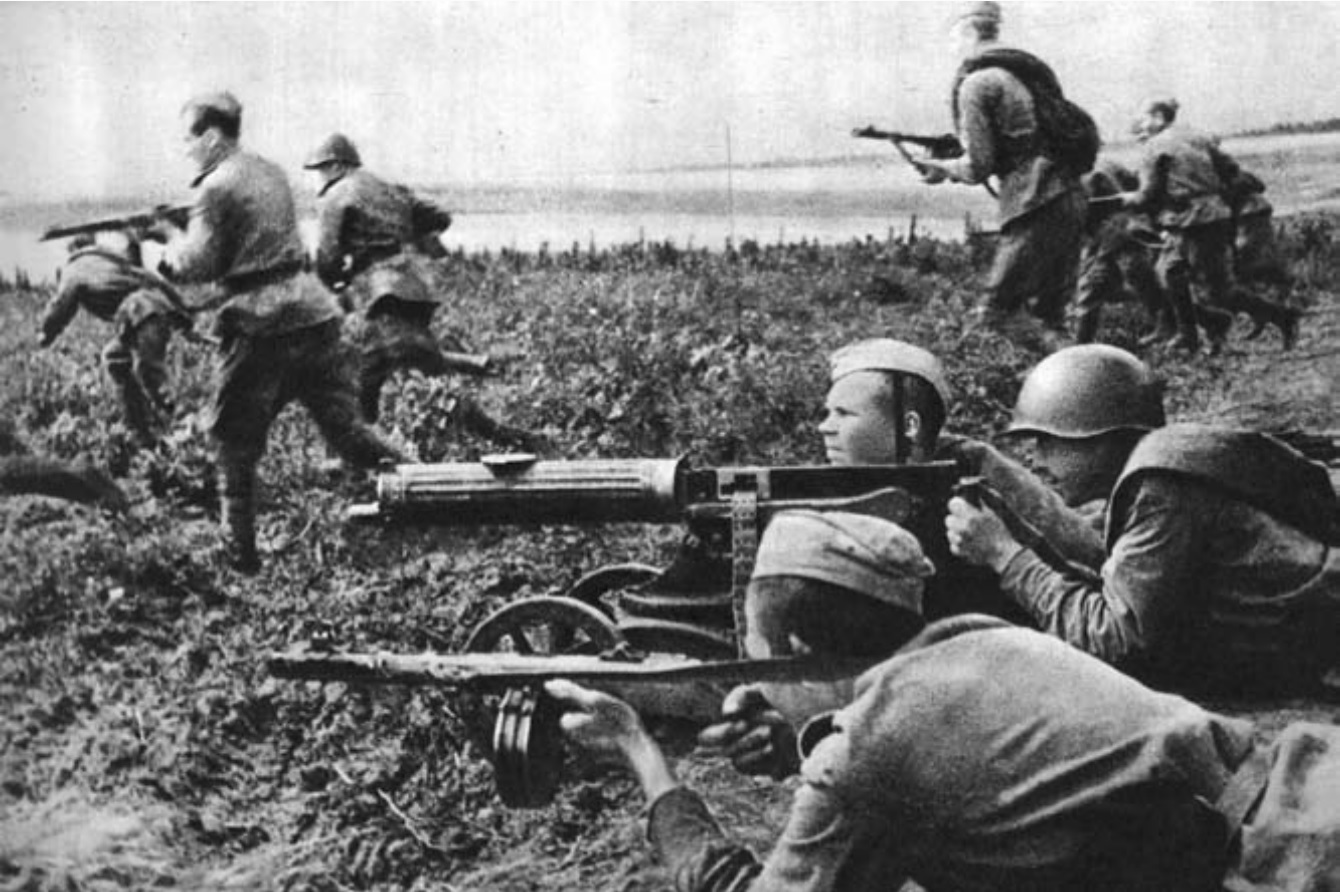
La 16.a División de Fusileros del Ejército Rojo luchando en el Óblast de Oriol en el verano de 1943.

Aproximadamente 60 000 lituanos fueron reclutados en el Ejército Rojo. Durante 1940, sobre la base del disuelto ejército lituano, las autoridades soviéticas organizaron el 29.° Cuerpo de Rifles Territoriales. La disminución de la calidad de vida y las condiciones de servicio, el adoctrinamiento enérgico de la ideología comunista, causó el descontento de las unidades militares recientemente soviéticas. Las autoridades soviéticas respondieron con represiones contra los oficiales lituanos del 29.° Cuerpo, arrestando a más de 100 oficiales y soldados y posteriormente ejecutando alrededor de 20 en el otoño de 1940. En ese momento supuestamente cerca de 3 200 oficiales y soldados del 29 Cuerpo fueron considerados "políticamente poco fiables".
Debido a las altas tensiones y el descontento de los soldados, el 26.º Regimiento de Caballería fue disuelto. Durante las deportaciones de junio de 1941, más de 320 oficiales y soldados del 29.º Cuerpo fueron arrestados y deportados a los campos de concentración de los ejecutados. El 29.º Cuerpo se derrumbó con la invasión alemana a la Unión Soviética: el 25-26 de junio se desató una rebelión en su 184.ª División de Fusileros. La otra división del 29.º Cuerpo, la 179.ª División de Fusil, perdió a la mayoría de sus soldados durante la retirada de los alemanes, principalmente debido al abandono de sus soldados. Un total de menos de 1 500 soldados de la fuerza inicial de alrededor de 12 000 llegaron al área de Pskov en agosto de 1941. En la segunda parte de 1942, la mayoría de los lituanos que permanecían en las filas soviéticas, así como los refugiados de guerra masculinos de Lituania, se organizaron en el 16.º Fusil División durante su segunda formación. La 16.ª División de Rifles, a pesar de ser oficialmente "lituana" y comandada principalmente por oficiales de origen lituano, incluyendo a Adolfas Urbšas, exjefe de Estado Mayor del Ejército lituano, era étnicamente muy mixta, con hasta 1/4 de su personal compuesto por judíos y siendo, así, la mayor formación judía del ejército soviético. La broma popular de esos años decía que la 16.ª División se llama lituana, porque hay 16 lituanos entre sus filas.
El 22.º cuerpo de rifles territoriales estonios de 22 000 soldados fue fuertemente golpeado en las batallas alrededor de Porkhov durante la invasión alemana en el verano de 1941, ya que 2 000 personas murieron o resultaron heridas en acción, y 4 500 se rindieron. Las 25 000—30 000 fuerzas que conformaban el 8.º Cuerpo del Rifle de Estonia perdió 3/4 de sus tropas en la batalla por Velíkiye Luki en el invierno de 1942-43. Participó en la captura de Tallin en septiembre de 1944. Unos 20 000 lituanos, 25 000 estonios y 5 000 letones murieron en las filas del Ejército Rojo y los batallones de trabajo.

### Nacionales bálticos dentro de las fuerzas alemanas

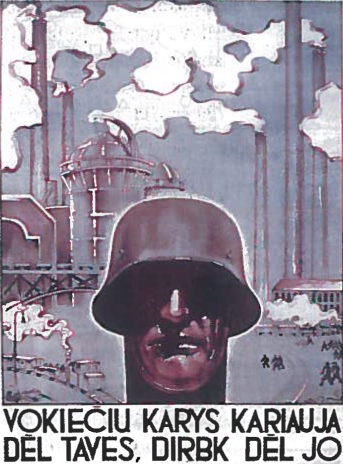
Propaganda nazi en Lituania. El cartel reza: "El soldado alemán está luchando por ti, trabaja para él".

La administración nazi también reclutó a ciudadanos bálticos en los ejércitos alemanes. La Fuerza de Defensa Territorial de Lituania, compuesta por voluntarios, se formó en 1944. La LTDF alcanzó el tamaño de unos 10 000 hombres. Su objetivo era luchar contra el Ejército Rojo que se aproximaba, brindar seguridad y realizar operaciones antipartisanas dentro del territorio, reclamadas por lituanos. Después de breves enfrentamientos contra los partisanos soviéticos y polacos (Armia Krajowa), la fuerza se disolvió, sus líderes fueron arrestados y enviados a campos de concentración nazis, y muchos de sus miembros fueron ejecutados por los nazis.

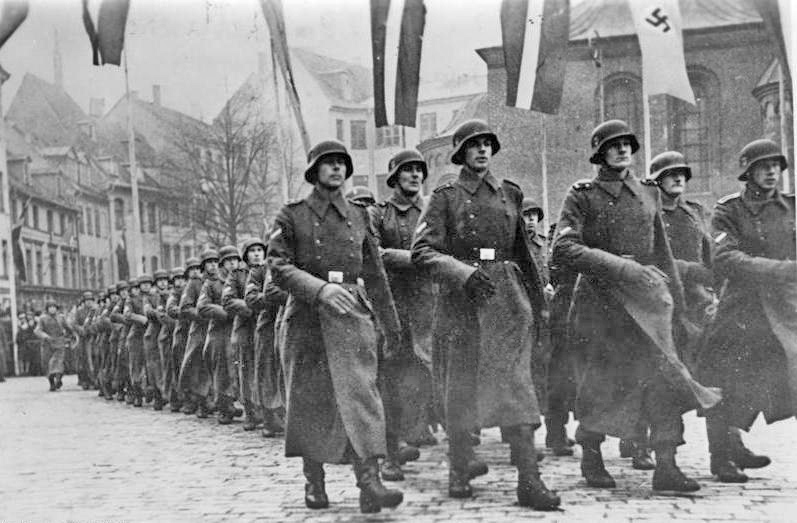
Desfile de la Legión de las Schutzstaffel de Letonia por Riga antes de su despliegue en el frente oriental en diciembre de 1943.

La Legión Letona, creada en 1943, consistía en dos divisiones de las Waffen-SS. El 1 de julio de 1944, la Legión letona tenía 87 550 hombres. Otros 23 000 letones servían como "auxiliares" de la Wehrmacht.
Participaron en las batallas del sitio de Leningrado, en la Bolsa de Curlandia, en las defensas del Muro de Pomerania, en el río Velíkaya para la colina "93,4" y en la defensa de Berlín. La 20.ª División Waffen Grenadier de las SS (1.º de Estonia) se formó en enero de 1944 mediante el servicio militar obligatorio. Con 38 000 hombres, participaron en la Batalla de Narva, la Batalla de la Línea de Tannenberg, la Batalla de Tartu y la Operación Aster.

### Intentos de restablecer la independencia y ofensiva soviética de 1944

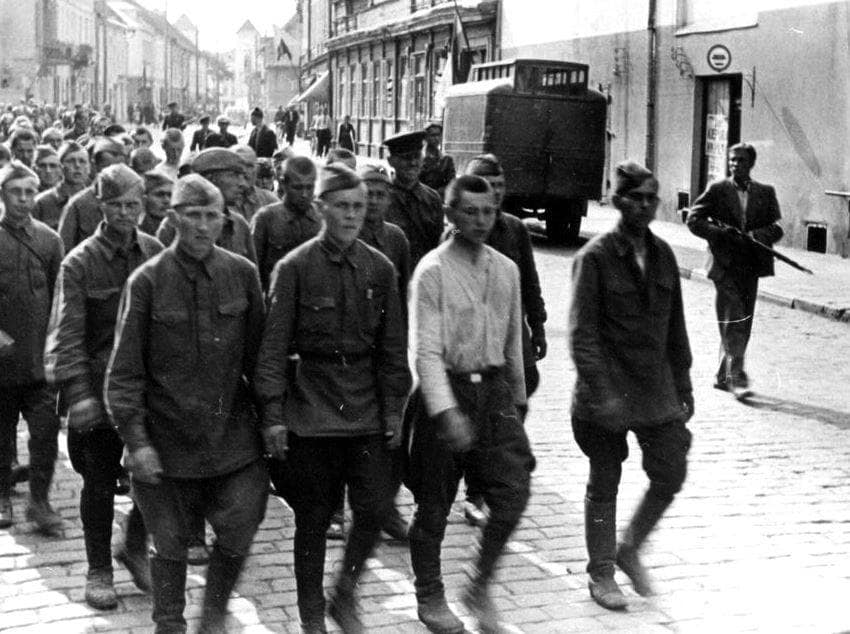
Los rebeldes lituanos lideran a los soldados desarmados del Ejército Rojo en Kaunas.

Hubo varios intentos de restablecer la independencia durante la ocupación. El 22 de junio de 1941, los lituanos derrocaron el gobierno soviético dos días antes de que la Wehrmacht llegara a Kaunas, donde los alemanes permitieron que un gobierno provisional funcionara durante más de un mes. El Consejo Central de Letonia fue establecido como una organización clandestina en 1943, pero fue destruido por la Gestapo en 1945. En Estonia en 1941, Jüri Uluots propuso el restablecimiento de la independencia; más tarde, en 1944, se había convertido en una figura clave en el Comité Nacional secreto. En septiembre de 1944, Uluots se convirtió brevemente en presidente interino de Estonia independiente.
A diferencia de los franceses y los polacos, los Estados bálticos no tenían gobiernos en el exilio ubicados en el oeste. En consecuencia, Gran Bretaña y los Estados Unidos carecían de interés en la causa del Báltico, mientras que la guerra contra Alemania seguía sin decidirse. El descubrimiento de la masacre de Katyn en 1943 y la insensible conducta hacia el levantamiento de Varsovia en 1944 habían arrojado sombras sobre las relaciones; sin embargo, los tres vencedores aún mostraron solidaridad en la conferencia de Yalta en 1945.
Para el 1 de marzo de 1944, el sitio de Leningrado había terminado y las tropas soviéticas estaban en la frontera con Estonia. Los soviéticos lanzaron la Ofensiva del Báltico, una doble operación político-militar para derrotar a las fuerzas alemanas, el 14 de septiembre. El 16 de septiembre, el Alto Mando del Ejército alemán emitió un plan en el que las fuerzas estonias cubrirían la retirada alemana. Los soviéticos pronto llegaron a la capital de Estonia, Tallin, donde la primera misión de la NKVD fue evitar que alguien escapara del Estado; sin embargo, muchos refugiados lograron escapar a Occidente. La NKVD también se dirigió a los miembros del Comité Nacional de la República de Estonia. Las fuerzas alemanas y letonas permanecieron atrapadas en el Bolsa de Curlandia hasta el final de la guerra, capitulando el 10 de mayo de 1945.

## Reocupación soviética (1944–1991)

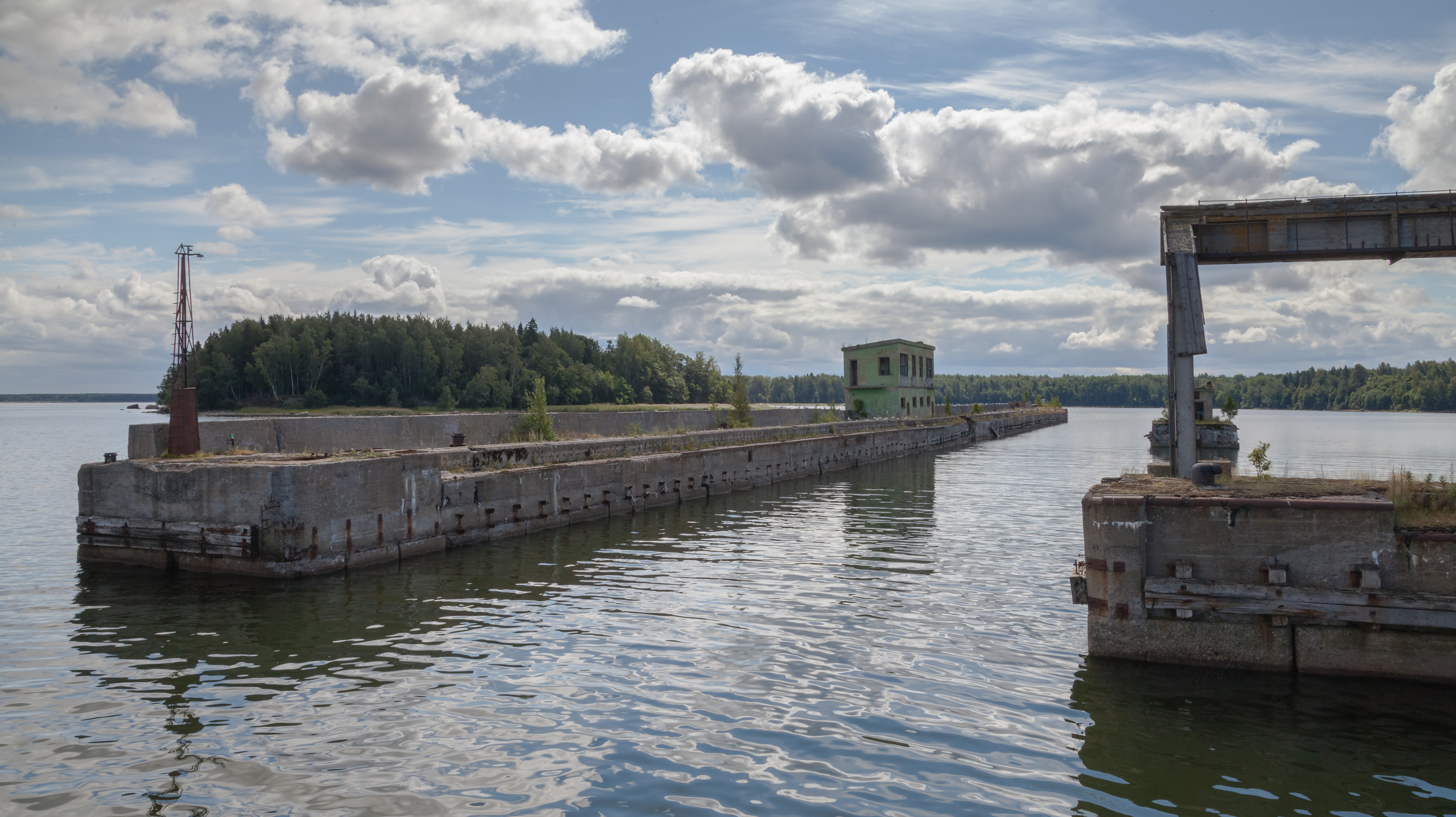
Antigua base soviética de submarinos en lo que hoy es el parque nacional de Lahemaa, Estonia.

### Resistencia y deportaciones
Después de volver a ocupar los Estados bálticos, los soviéticos implementaron un programa de sovietización, que se logró a través de la industrialización a gran escala en lugar de los ataques abiertos a la cultura, la religión o la libertad de expresión. Los soviéticos llevaron a cabo deportaciones masivas para eliminar cualquier resistencia a la colectivización o apoyo de los partisanos. Ciertos partisanos del Báltico, como los Hermanos del Bosque, continuaron resistiendo al dominio soviético a través de la lucha armada durante varios años.

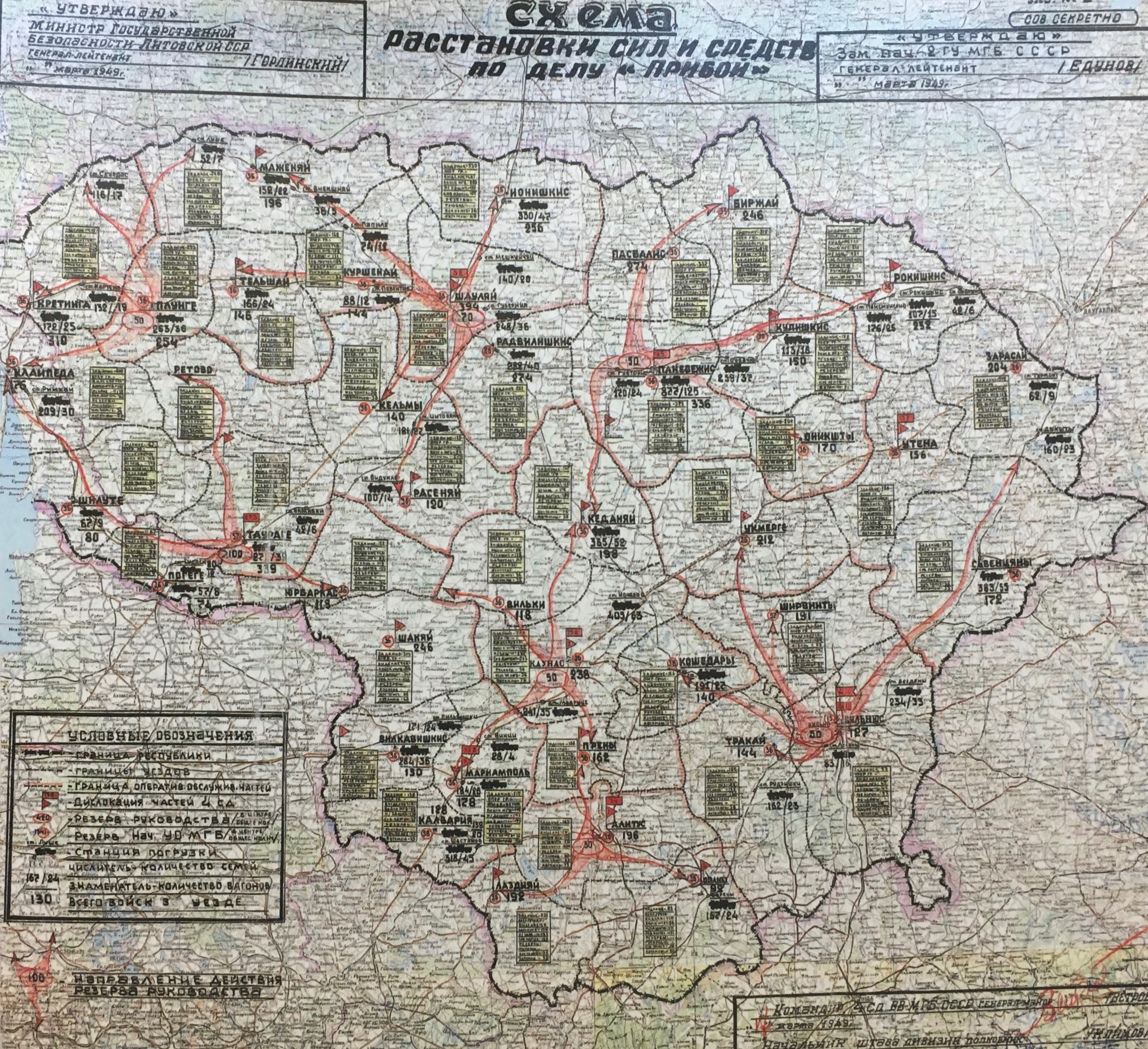
El plan de deportaciones de la población civil en Lituania durante la Operación Pribói creado por el MGB soviético.

Los soviéticos habían llevado a cabo deportaciones masivas en 1940–41, pero las deportaciones entre 1944–52 fueron aún mayores. Solo en marzo de 1949, las principales autoridades soviéticas organizaron una deportación masiva de 90 000 ciudadanos bálticos. El número total de deportados en 1944–53 se ha estimado en más de medio millón: 124 000 en Estonia, 136 000 en Letonia y 245 000 en Lituania. El número estimado de muertos entre los deportados lituanos entre 1945 y 1958 fue de 20 000, incluyendo 5 000 niños.
A los deportados se les permitió regresar después del discurso secreto de Nikita Jruschov en 1956 denunciando los excesos del estalinismo, sin embargo muchos no sobrevivieron a sus años de exilio en Siberia. Después de la guerra, los soviéticos trazaron nuevas fronteras para las repúblicas bálticas. Lituania ganó las regiones de Vilna y Klaipėda, mientras que la RSFS de Rusia anexó el territorio de las partes orientales de Estonia (5% del territorio de la preguerra) y Letonia (2%).

### Industrialización e inmigración
Los soviéticos hicieron grandes inversiones de capital para recursos energéticos y para la fabricación de productos industriales y agrícolas. El propósito era integrar las economías bálticas en la esfera económica soviética más grande. En las tres repúblicas, la industria manufacturera se desarrolló dando como resultado algunos de los mejores complejos industriales en el ámbito de la electrónica y la producción textil. La economía rural sufrió por la falta de inversiones y la colectivización. Las áreas urbanas del Báltico habían sido dañadas durante la guerra y se necesitaron diez años para recuperar las pérdidas de viviendas. Las nuevas construcciones a menudo eran de baja calidad y los inmigrantes rusos étnicos eran favorecidos en materia de vivienda. Estonia y Letonia recibieron inmigración a gran escala de trabajadores industriales de otras partes de la Unión Soviética que cambiaron dramáticamente la demografía. Lituania también recibió inmigración pero en menor escala.

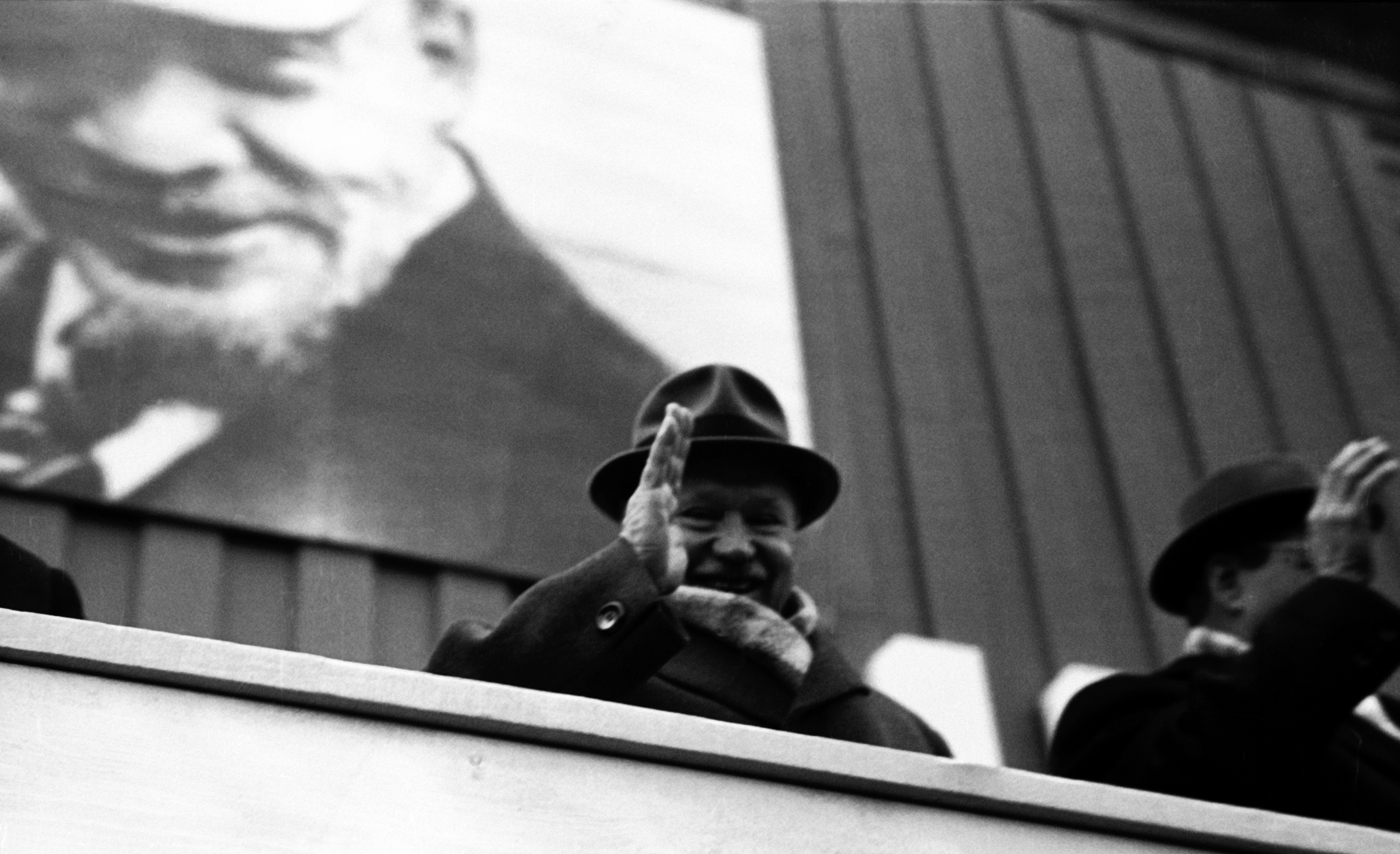
Antanas Sniečkus, líder del Partido Comunista de Lituania de 1940 a 1974.

Los estonios étnicos constituían el 88 por ciento antes de la guerra, pero en 1970 la cifra se redujo al 60 por ciento. Los letones étnicos constituían el 75 por ciento, pero la cifra disminuyó en un 57 por ciento en 1970 y en un 50.7 por ciento en 1989. En contraste, la caída en Lituania fue solo del 4 por ciento. Los comunistas bálticos habían apoyado y participado en la Revolución de octubre de 1917 en Rusia. Sin embargo, muchos de ellos murieron durante la Gran Purga en la década de 1930. Los nuevos regímenes de 1944 fueron establecidos principalmente por comunistas nativos que habían luchado en el Ejército Rojo. Sin embargo, los soviéticos también importaron rusos étnicos para cubrir puestos políticos, administrativos y gerenciales.

### Restauraciones de independencia

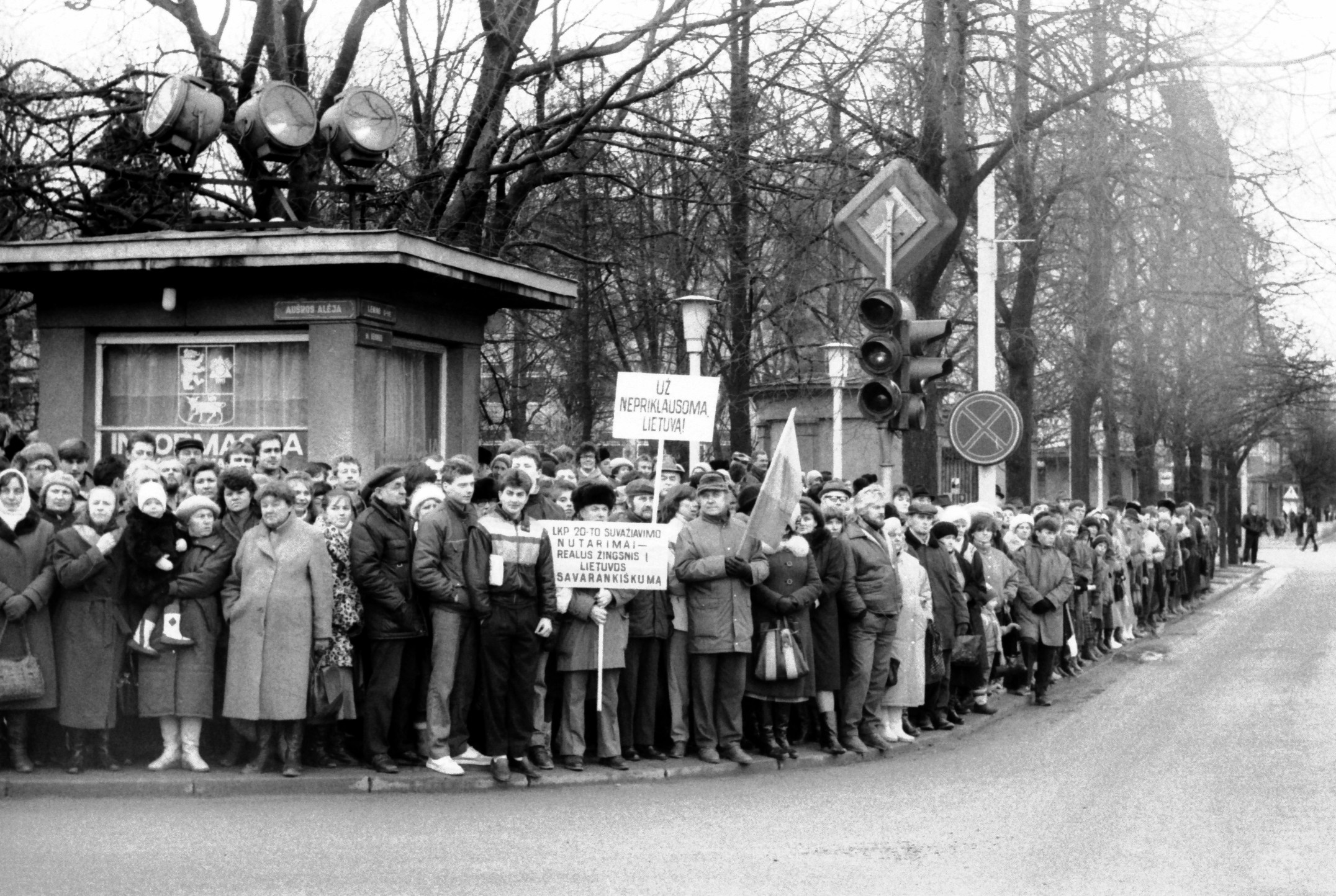
Lituanos independentistas manifestándose en Šiauliai en enero de 1990.

La demanda de independencia seguía latente y así el suicidio a lo bonzo en señal de protesta por la ocupación, del joven de 19 años Romas Kalanta el 14 de mayo de 1972, ocasionó manifestaciones de protesta los días 18 y 19, que al ser reprimidas por las autoridades soviéticas, dieron lugar a numerosos heridos y cientos de detenciones. El hecho de que las informaciones de estos disturbios se filtraran a Occidente, puso en evidencia el carácter forzado de la unión.
El llamado período de estancamiento trajo la crisis del sistema soviético. El nuevo líder soviético Mijaíl Gorbachov llegó al poder en 1985 y respondió con la glásnost y la perestroika. Fueron intentos de reformar el sistema soviético desde arriba para evitar la revolución desde abajo. Las reformas ocasionaron el despertar del nacionalismo en las repúblicas bálticas. Las primeras manifestaciones importantes contra el medio ambiente fueron Riga en noviembre de 1986 y la primavera siguiente en Tallin. Pequeñas protestas exitosas alentaron a individuos clave y, para fines de 1988, el ala de reforma había ganado posiciones decisivas en las repúblicas bálticas. Al mismo tiempo, coaliciones de reformistas y fuerzas populistas se reunieron bajo los frentes populares. El Soviet Supremo de la República Socialista Soviética de Estonia convirtió la lengua estonia en el idioma del Estado nuevamente en enero de 1989, y una legislación similar se aprobó en la RSS de Letonia y la RSS de Lituania poco después. Las repúblicas bálticas declararon su objetivo de soberanía: Estonia en noviembre de 1988, Lituania en mayo de 1989 y Letonia en julio de 1989. La Cadena Báltica, que tuvo lugar el 23 de agosto de 1989, se convirtió en la mayor manifestación de oposición al gobierno soviético.

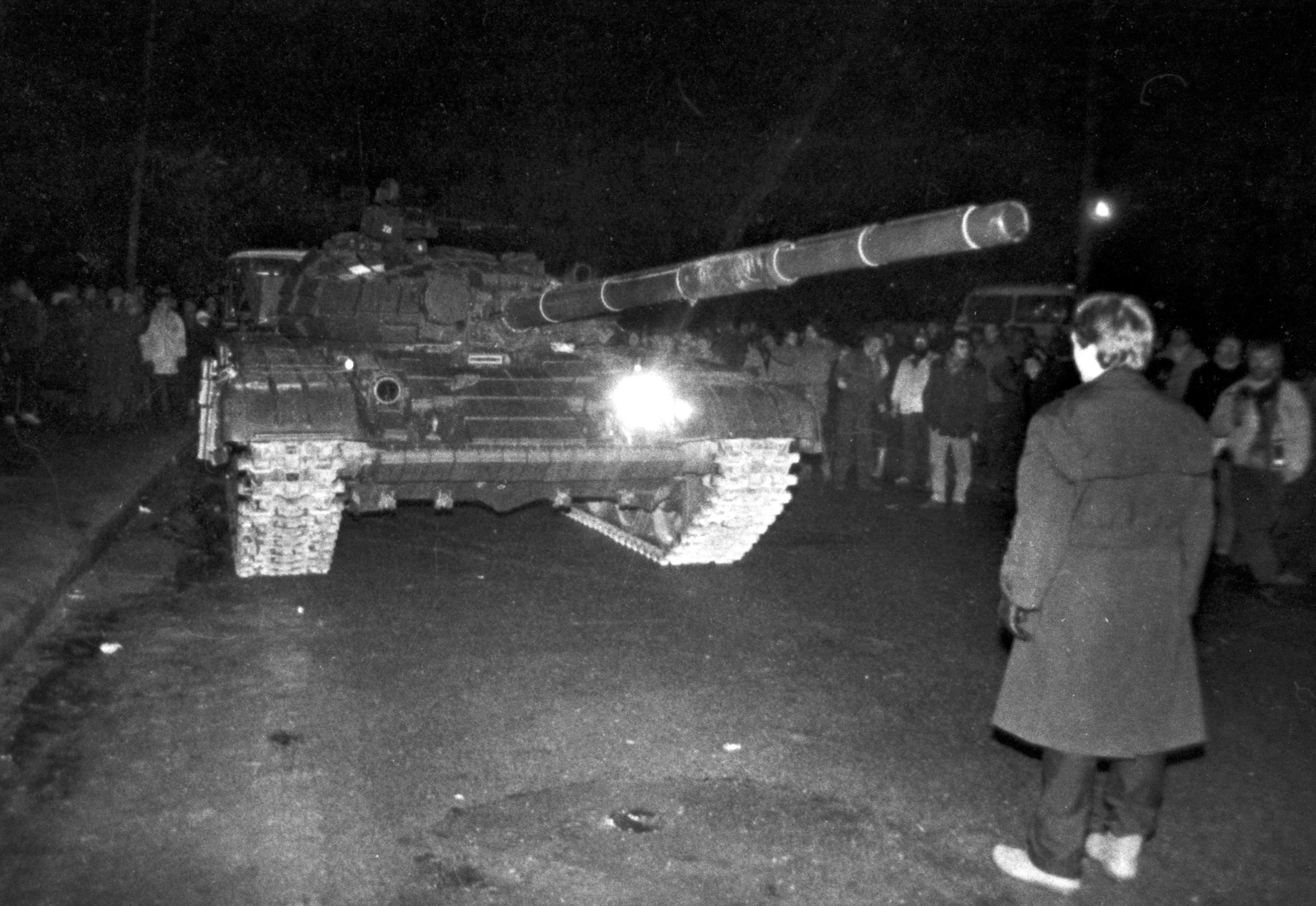
Ciudadano lituano desarmado frente a un tanque soviético durante la Masacre de enero en Lituania.

El 11 de marzo de 1990, el Soviet Supremo de Lituania declaró la independencia de Lituania. Los candidatos a favor de la independencia habían recibido una mayoría abrumadora en las elecciones soviéticas supremas celebradas ese mismo año. El 30 de marzo de 1990, el Soviet Supremo de Estonia declaró a la Unión Soviética como potencia ocupante y anunció el inicio de un período de transición a la independencia. El 4 de mayo de 1990, el Soviet Supremo de Letonia hizo una declaración similar.
La Unión Soviética condenó de inmediato las tres declaraciones como ilegales, diciendo que tenían que pasar por el proceso de secesión descrito en la Constitución soviética de 1977. Sin embargo, los Estados bálticos argumentaron que todo el proceso de ocupación violaba tanto el derecho internacional como su propio derecho. Por lo tanto, argumentaron, estaban simplemente reafirmando una independencia que todavía existía bajo el derecho internacional.
A mediados de junio, los soviéticos iniciaron negociaciones con las repúblicas bálticas. Los soviéticos tuvieron un desafío mayor en otros lugares, ya que la RSFS de Rusia se proclamó soberana en junio. Simultáneamente, las repúblicas bálticas también comenzaron a negociar directamente con la RSFS de Rusia. Después de las negociaciones fallidas, los soviéticos hicieron un intento dramático pero fallido de romper el punto muerto y enviaron tropas militares que mataron a veinte personas e hirieron a cientos de civiles en lo que se conoció como la "Masacre de Vilna" y "Las barricadas" en Letonia durante enero de 1991. En agosto de 1991, los miembros de línea dura intentaron tomar el control de la Unión Soviética. Un día después del intento de golpe de Estado del 21 de agosto, los estonios proclamaron la plena independencia. El parlamento letón hizo una declaración similar el mismo día. El golpe fracasó, pero el colapso de la Unión Soviética se hizo inevitable. Después del fracaso del golpe, el gobierno soviético reconoció la independencia de los tres Estados bálticos el 6 de septiembre de 1991.

### Retirada de las tropas rusas y desmantelamiento de los radares
La Federación de Rusia asumió la carga y el posterior retiro de las fuerzas de ocupación, que consistían en unos 150 000 ex soviéticos, ahora rusos, tropas estacionadas en los Estados bálticos. A partir de 1992 todavía había 120 000 soldados rusos, así como un gran número de militares jubilados, especialmente en Estonia y Letonia.
Durante el período de negociaciones, Rusia esperaba conservar instalaciones como la base naval de Liepaja, la estación de radar de misiles antibalísticos Skrunda, la estación de monitoreo espacial de Ventspils en Letonia y la base submarina de Paldiski en Estonia, así como los derechos de tránsito a Kaliningrado a través de Lituania.
La contienda surgió cuando Rusia amenazó con mantener a sus tropas donde estaban. El vínculo de Moscú con la legislación específica que garantiza los derechos civiles de los rusos étnicos fue visto como una amenaza implícita en Occidente, en la Asamblea General de las Naciones Unidas y por los líderes bálticos, quienes lo consideraron imperialismo ruso. Lituania fue el primero en completar la retirada de las tropas rusas, el 31 de agosto de 1993, debido en parte a la «cuestión de Kaliningrado».
Los acuerdos subsiguientes para retirar las tropas de Letonia se firmaron el 30 de abril de 1994 y desde Estonia el 26 de julio de 1994. Los vínculos continuos por parte de Rusia resultaron en una amenaza por parte del Senado de los Estados Unidos a mediados de julio para detener toda la ayuda a Rusia. Caso las fuerzas no fueron retiradas a fines de agosto. El retiro final se completó el 31 de agosto de 1994. Algunas tropas rusas permanecieron estacionadas en Estonia en Paldiski hasta que la base militar rusa fue desmantelada y los reactores nucleares suspendieron sus operaciones el 26 de septiembre de 1995. Rusia operó la estación de radar Skrunda-1 hasta que fue desmantelada el 31 de agosto de 1998. El gobierno ruso tuvo que desmantelar y retirar el equipo de radar; este trabajo se completó en octubre de 1999 cuando el sitio fue devuelto a Letonia. El último soldado ruso salió de la región ese mes, marcando un final simbólico a la presencia militar rusa en suelo báltico.

## Consecuencias
En los años posteriores al restablecimiento de la independencia del Báltico, las tensiones se han mantenido entre los bálticos nativos y los colonos de habla rusa en Estonia y Letonia. Si bien los requisitos para obtener la ciudadanía en los Estados bálticos son relativamente liberales, algunos expertos han observado una falta de atención a los derechos de las personas de habla rusa y apátridas en los Estados bálticos, mientras que todas las organizaciones internacionales están de acuerdo en que no existen formas de discriminación sistemática Se puede observar la población rusófona y, a menudo, apátrida.
En 1993, Estonia se destacó por tener problemas relacionados con la integración exitosa de algunos que eran residentes permanentes en el momento en que Estonia obtuvo su independencia. Según un informe de 2008 del Relator Especial sobre el racismo ante el Consejo de Derechos Humanos de las Naciones Unidas, los representantes de las comunidades de habla rusa en Estonia vieron que la forma más importante de discriminación en Estonia no es étnica, sino basada en el idioma. El relator expresó varias recomendaciones, entre ellas el fortalecimiento del Canciller de Justicia, la facilitación de la ciudadanía a personas de nacionalidad indefinida y el tema de la política lingüística de un debate para elaborar estrategias que reflejen el carácter multilingüe de la sociedad. Estonia ha sido criticada por el Comité de la ONU para la Eliminación de la Discriminación Racial, con un fuerte énfasis en el idioma estonio en la estrategia de integración estatal; uso del enfoque punitivo para promover el idioma estonio; restricciones del uso de la lengua minoritaria en los servicios públicos; bajo nivel de representación minoritaria en la vida política; número persistentemente alto de personas con ciudadanía indeterminada, etc.
Según Yaël Ronen, del Centro Minerva de Derechos Humanos de la Universidad Hebrea de Jerusalén, los regímenes ilegales suelen tomar medidas para cambiar la estructura demográfica del territorio que posee el régimen, generalmente a través de dos métodos: la eliminación forzosa de la población local y trasladar a sus propias poblaciones al territorio. Cita el caso de los Estados bálticos como un ejemplo de dónde ocurrió este fenómeno, con las deportaciones de 1949 combinadas con grandes olas de inmigración en 1945-50 y 1961-70. Cuando el régimen ilegal pasó a un régimen legal en 1991, el estado de estos colonos se convirtió en un problema.

### Continuidad del Estado de las repúblicas bálticas
El reclamo báltico de continuidad con las repúblicas de antes de la guerra ha sido aceptado por la mayoría de las potencias occidentales. Como consecuencia de la política de no reconocimiento de la toma soviética de estos países, combinada con la resistencia del pueblo báltico al régimen soviético, el funcionamiento ininterrumpido de los órganos estatales rudimentarios en el exilio en combinación con el principio legal fundamental de ex injuria jus non oritur, de que no se puede derivar un beneficio legal de un acto ilegal, se consideró que la confiscación de los Estados bálticos era ilegal, por lo que el título soberano nunca pasó a la Unión Soviética y los Estados bálticos continuaron existiendo como sujetos de derecho internacional.
La posición oficial de la Federación de Rusia, que eligió en 1991 ser el sucesor legal y directo de la URSS, es que Estonia, Letonia y Lituania se unieron libremente en 1940, y, con la disolución de la URSS, estos países se convirtieron en nuevas entidades creadas en 1991. La postura de Rusia se basa en el deseo de evitar la responsabilidad financiera, considerando que el reconocimiento de la ocupación soviética establecería el escenario para futuras reclamaciones de compensación de las repúblicas bálticas.

## Historiografía soviética y rusa
Los historiadores soviéticos vieron la incorporación de 1940 como una entrada voluntaria en la Unión Soviética por parte de los bálticos. La historiografía soviética heredó el concepto ruso de la época de la Rus de Kiev, llevado a través del Imperio ruso. Promovió los intereses de Rusia y la Unión Soviética en el área del Báltico, y reflejó la creencia de la mayoría de los rusos de que tenían derechos morales e históricos para controlar y rusificar todo el antiguo imperio. Para los historiadores soviéticos, la anexión de 1940 no solo era una entrada voluntaria, sino que también era lo más natural. Este concepto enseñó que la seguridad militar de la Madre Rusia se consolidó y que nada podría argumentar en contra de ella.